# Isomacrolobium leptorrhachis
Isomacrolobium leptorrhachis là một loài thực vật có hoa trong họ Đậu. Loài này được (Harms) Aubrév. & Pellegr. mô tả khoa học đầu tiên năm 1958.